# Provincia Chiang Mai
Chiang Mai (în thailandeză เชียงใหม่) este o provincie (changwat) din Thailanda. Situată în regiunea de Nord, provincia Chiang Mai are în componența sa 24 districte (amphoe), 204 de sub-districte (tambon) și 1915 de sate (muban). 
Cu o populație de 1.661.643 de locuitori și o suprafață totală de 20.107,0 km2, Chiang Mai este a 5-a provincie din Thailanda ca mărime după numărul populației și a 2-a după mărimea suprafeței.

## Galerie de imagini

Provincia Chiang Mai
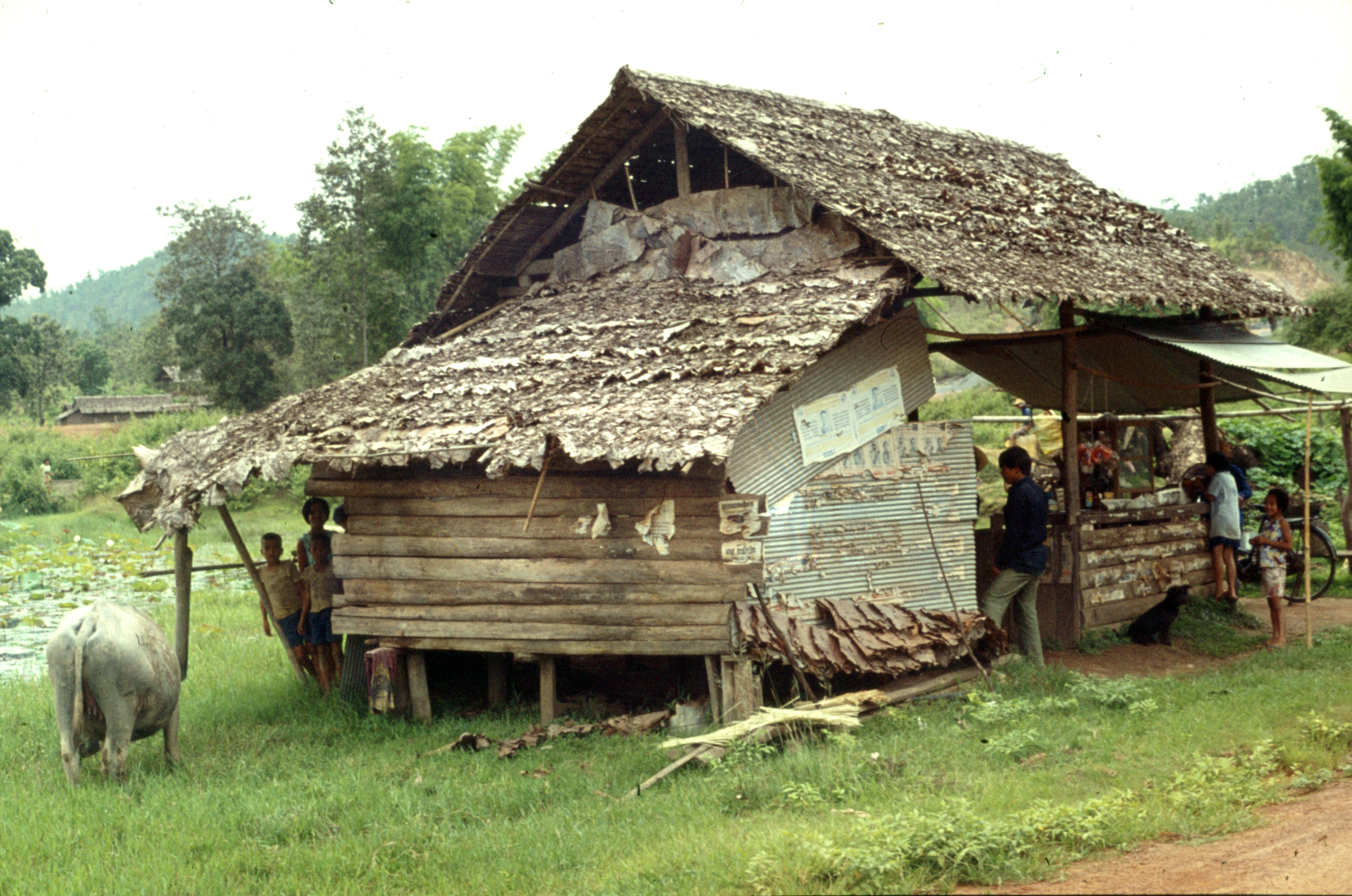
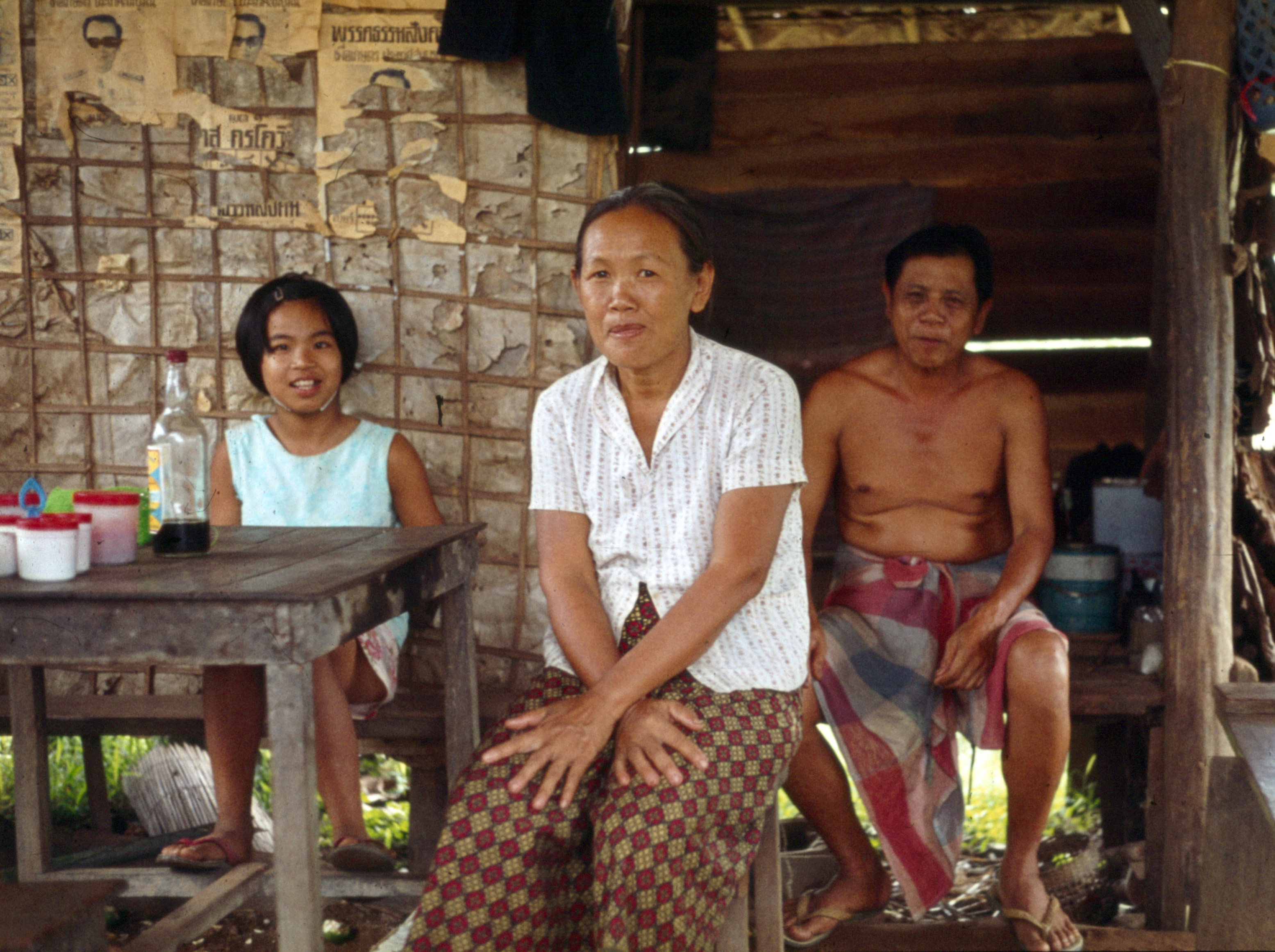
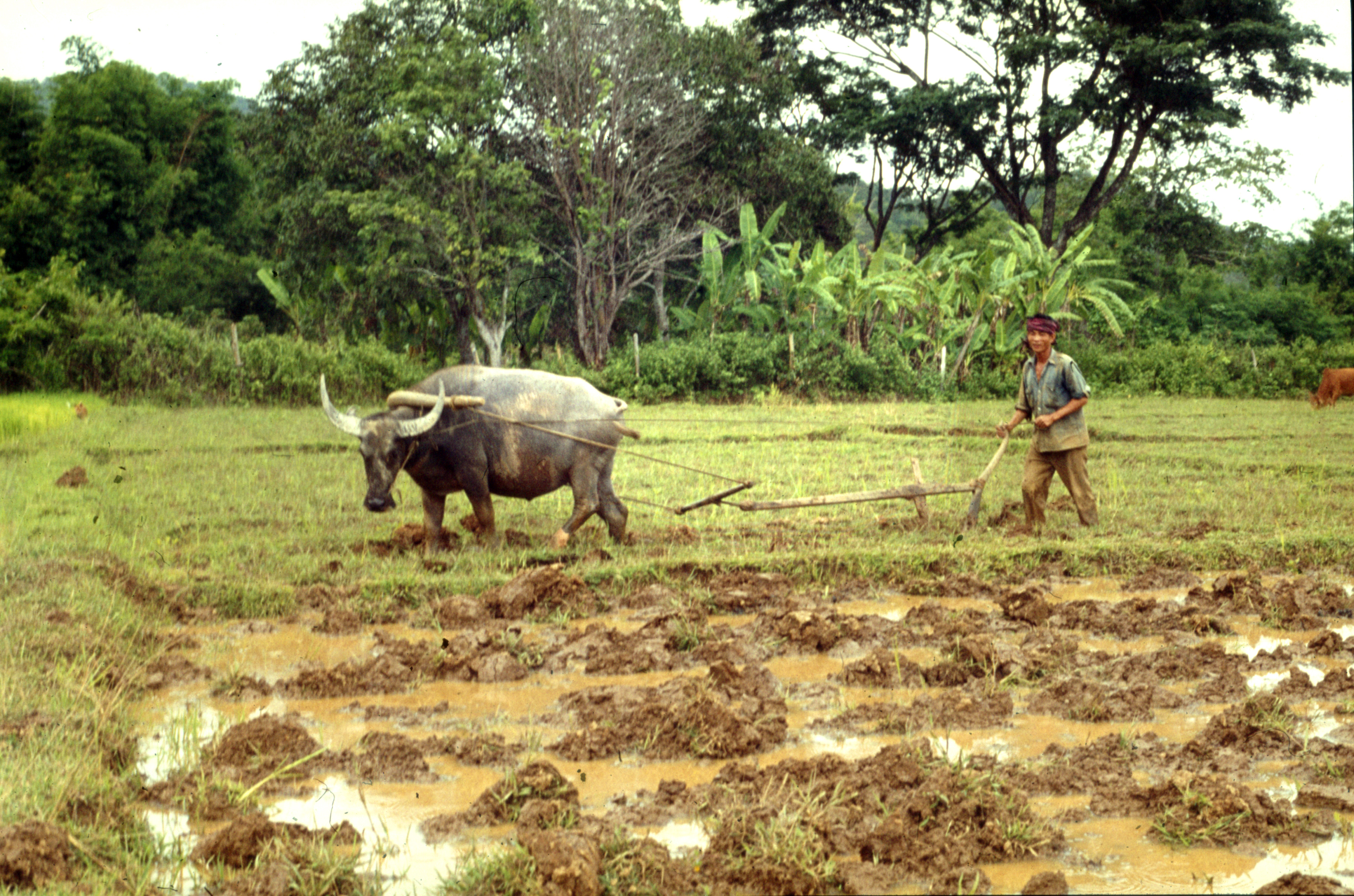
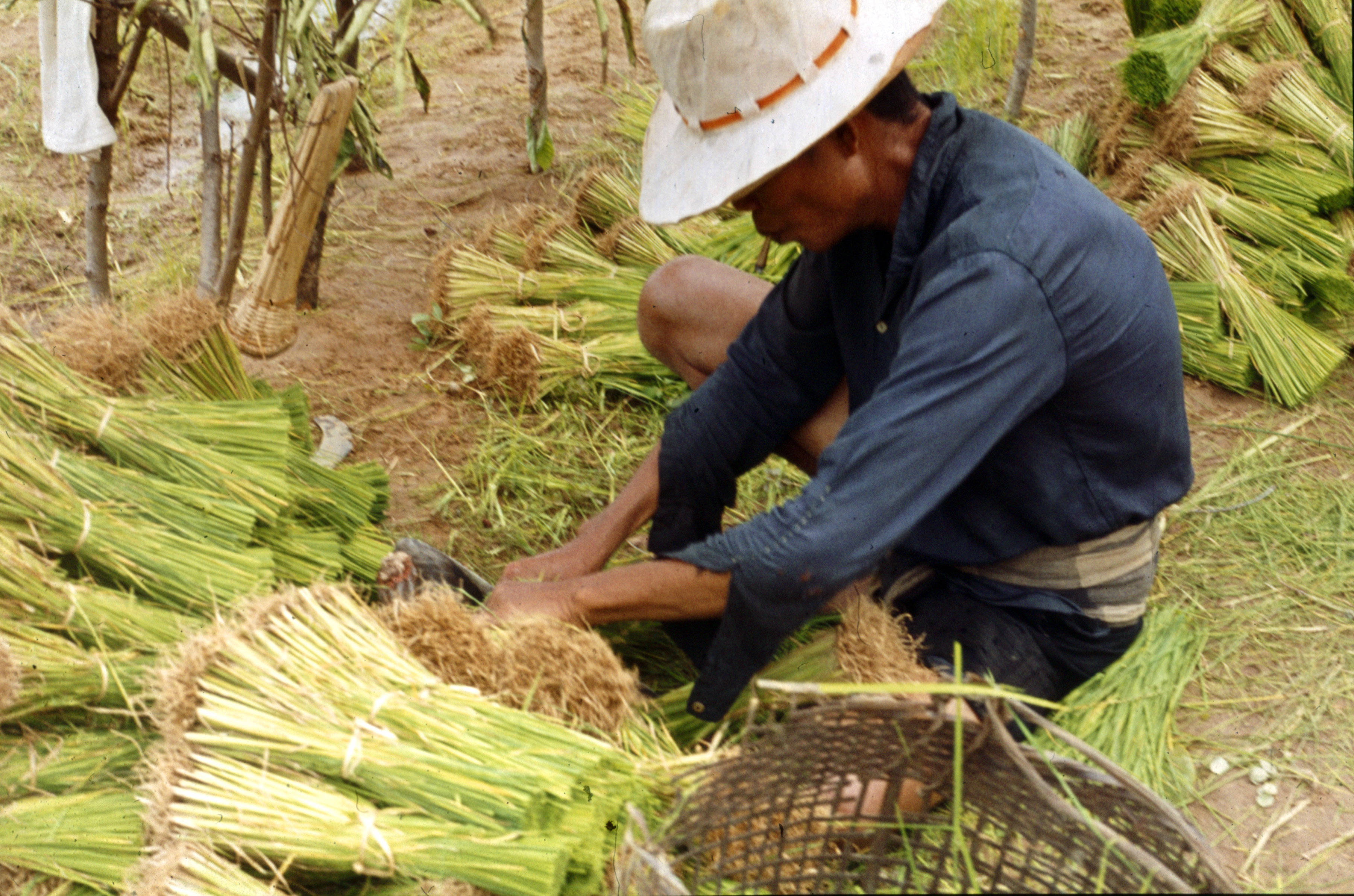
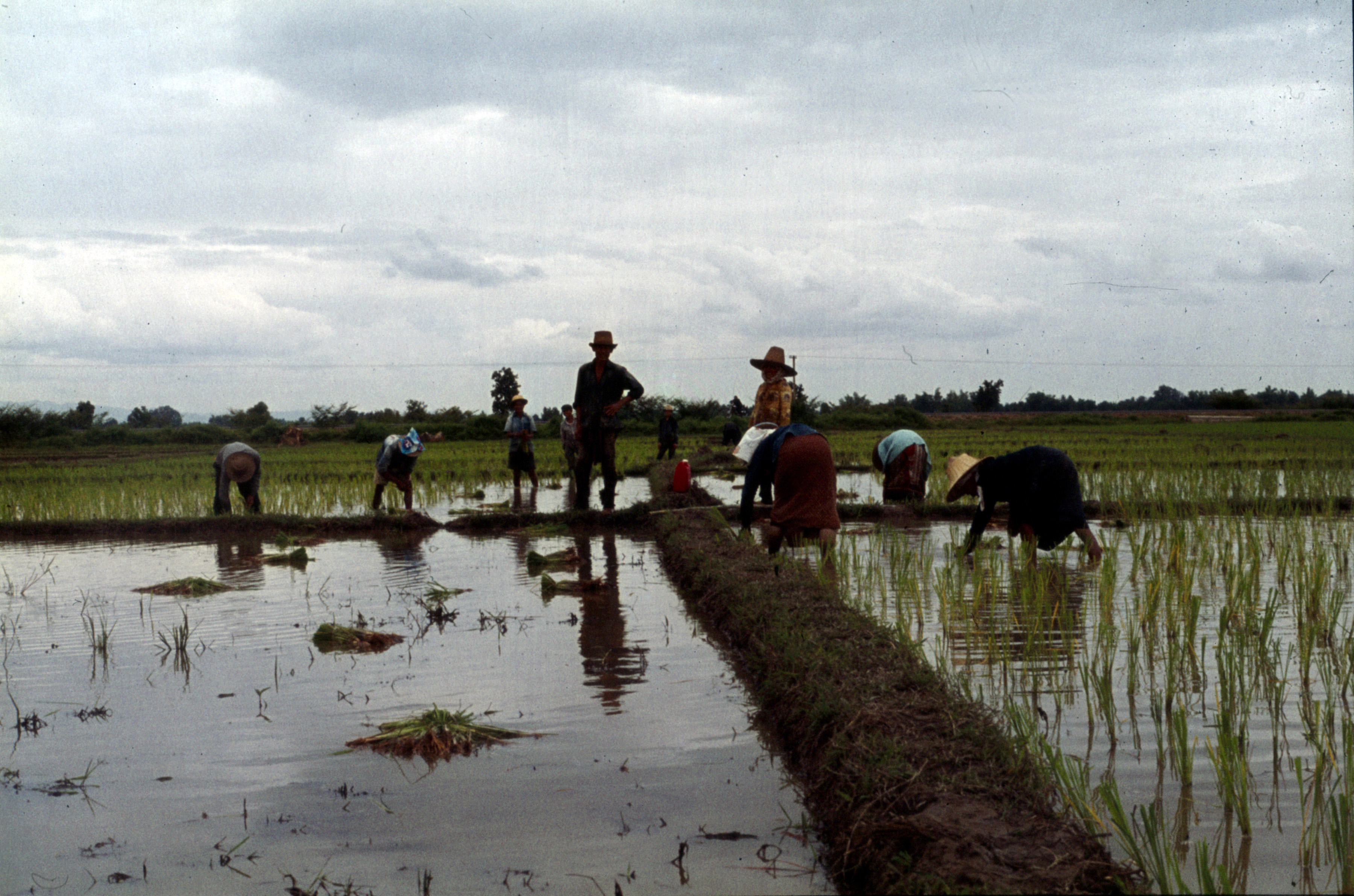
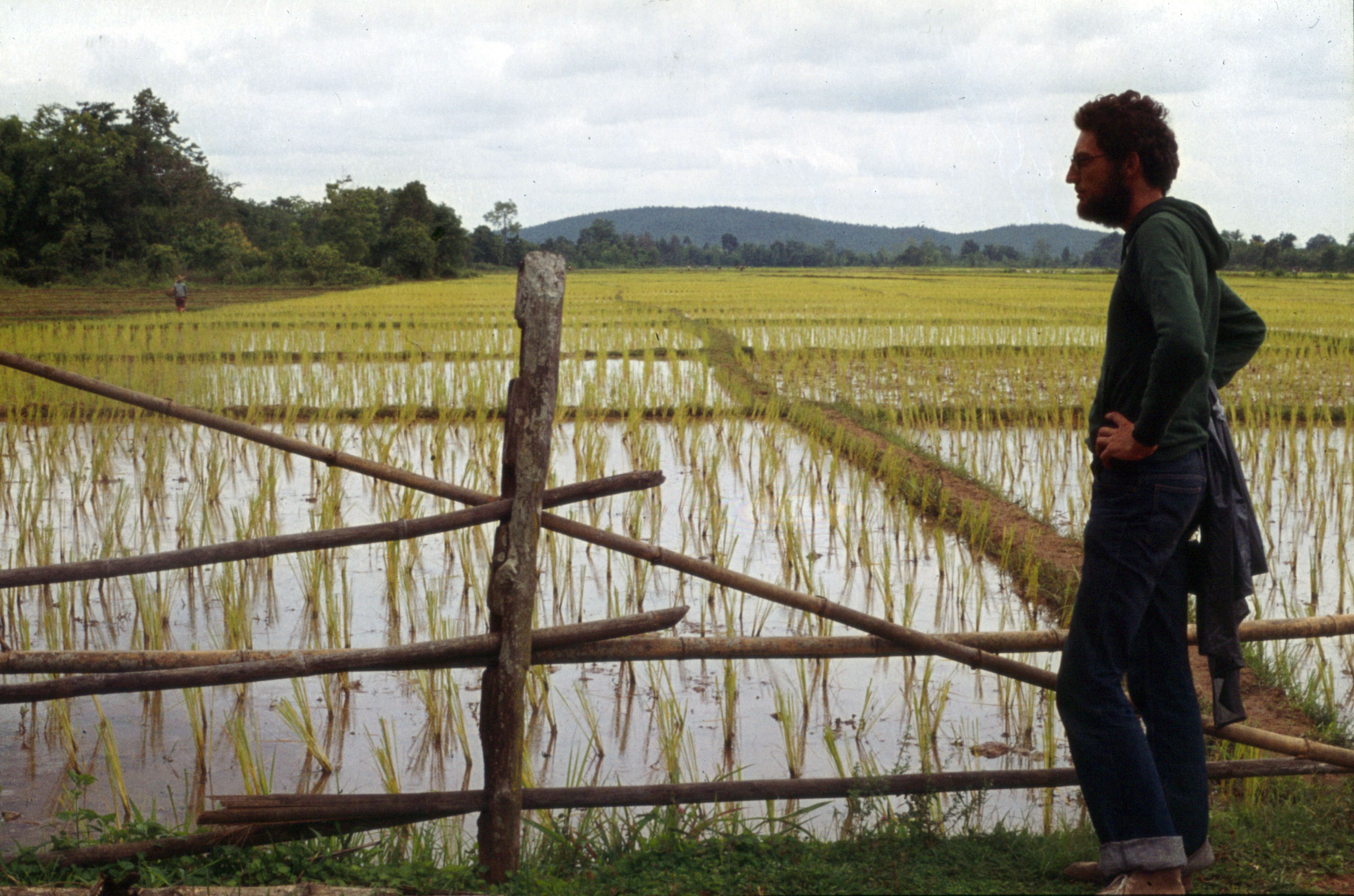